# Шоломинь
Шоломинь (інша назва — Шоломия) — село в Україні, у Давидівській сільській громаді Львівського району Львівської області. Орган місцевого самоврядування — Давидівська сільська рада. Населення становить 760 осіб - 2024 рік.

## Географія
Селом тече річка Горожанка.

## Символіка
Герб: У синьому полі золоте колесо з воза, з боків і знизу від нього 3 срібні стоси солі, у золотій частині три сині шоломи.
Герб і прапор села Шоломинь затверджено рішенням Звенигородської сільської ради №58 від 22 липня 2003 року. Автор проекту — А. Гречило. 
Символи підкреслюють історичне значення поселення як центру солеваріння (топки) та торгівлі (колесо). Три шоломи асоціюються з назвою села (тому герб є промовистим) та позначають його розміщення поблизу княжого Звенигорода.

## Історія
Перша згадка про село належить до XV століття і датується 29 січня 1486 року В документі йдеться про те, що краківський воєвода Ян Амор Юніор з відомого в Польському Королівстві роду Тарновських, дарує корчму римо-католицькому костелу в Старому Селі. Щонайменше, вже у 1515 році (за податковим реєстром) Шоломия належала сину цього магната, теж Яну–Амору. У 1553 році село як шлюбний посаг в складі старосільських маєтків перейшло у власність іншого відомого магната і князя Великого князівства Литовського Костянтина–Василя Острозького, який одружився з Софією Тарновською. Згодом селом володіли пани Заславські, нащадки з роду Острозьких.
Станом на 1578 рік в селі проживали 13 сімей загородників та 10 комірників, але про повнонадільних селян-кметів не зазначено. Натомість уже в реєстрі 1609 року згадано, крім 3 загородників, кметів і 10 халупників.
У XVII столітті Шоломия зазнала сильного спустошення внаслідок татарських набігів 1626 та 1629 років і, зокрема, у 1648 році, під час Хмельниччини. За реєстром 1600 року податок з села становив 23 злотих 18 грош, у 1609 році — 9 злотих 23 гр. (причина невідома), а 1649 року — узагалі 2 злотих.
У 1939 році в селі мешкало 940 осіб (810 українців греко-католиків, 55 українців римо-католиків, 30 поляків, 35 польських колоністів міжвоєнного періоду і 10 євреїв).
Одна із місцевих вулиць, Вишенька, походить від назви однойменного села на Яворівщині, мешканці якого були переселені сюди після створення там військового полігону у 1940 році.
У ніч з 10 на 11 червня 1944 року лісовими частинами Армії Крайової чисельністю близько 100-120 осіб було вчинено різанину в селі, загинуло від дев’яти до кількох десятків селян.

## Населення

### Мова
Розподіл населення за рідною мовою за даними перепису:
| Мова       | Кількість | Відсоток |
| ---------- | --------- | -------- |
| українська | 788       | 99.37%   |
| російська  | 4         | 0.50%    |
| вірменська | 1         | 0.13%    |
| Усього     | 793       | 100%     |

## Пам'ятки
У селі є дві церкви — дерев'яна церква святого пророка Іллі, збудована у 1889 році та Різдва Пресвятої Богородиці (УГКЦ), а також два цвинтаря. Настоятель парафії — о. Зіновій Завидівський. Крім цього є пам'ятники Тарасу Шевченку та Любі Гайовській.

## Соціальна сфера
У селі функціює середня школа І-ІІІ ступенів імені Гайовських, дитячий садок, бібліотека.

## Відомі люди
Народилися:
- о. Олександр Радикевич (1828 — 24 жовтня 1893, Шоломия) — парох села, посол Галицького сейму 4-го скликання[12].
- Коцко Адам (23 грудня 1882 — 1 липня 1910, Львів) — діяч українського студентського руху в Галичині, борець за український університет у Львові.
- Лоба Михайло Миколайович — доктор медичних наук, професор, з 1995 очолював львівську організацію Українського лікарського товариства.